# Radfan
Radfan (arap. ردفان) je ime planinskog masiva u južnom Jemenu, u muhafazi Ad-Dali jugozapadno od glavnog grada Sane. Najviši vrh masiva je Džabal-Hurija sa svojih 1867 nadmorske visine (džabal na arapskom znači planina).
Do 1960-ih bilo je dijelom britanskog protektorata Dhale, člana Federacije Južne Arabije. Planinski masiv Radfan pročuo se 1960-ih godina, zbog gerilskih borbi koje su u njemu rasplamsale između plemena Kutaibi i britanskih postrojbi pomaganih regularnim Federacije Arapskih Emirata Juga. Pleme Kutaibi, koje je nastanjivalo taj masiv, od pamtivijeka je naplaćivalo prolaz karavanima koji bi išli iz Adena za Meku preko Radfana (prolaz pored grada Dala). Kad im je to onemogućeno 1960-ih osnutkom nove britanske kolonijalne tvorevine Federacije Arapskih Emirata Juga i carinske unije između bivših članica Protektorata Aden vrlo ratoborno pleme Kutaibi se žestoko usprotivilo tim novim mjerama, te ne samo što su robili karavane već su počeli napadati i britanske snage. Osobito su ojačali od 1962. – 1964. kad su se u Južnom Jemenu rasplamsali gerilski pokreti za nezavisnost. Preko njihova teritorija su se ubacivali gerilci NLS-a i FLOSYJA i oružje iz Sjevernog Jemena. Izbila je Adenska kriza, zvana i Radfanski ustanak.

## Poveznice
- Šeikat Kutaibi
- Emirat Dala

## Vanjske poveznice
- "Radfan" page at The History of British Military Conflicts since 1945  Arhivirana inačica izvorne stranice od 3. travnja 2015. (Wayback Machine) (engl.)
- Tracking the `Red Wolves of Radfan': from 1964 through 1967, the British tried to tame the badlands of Aden, now Yemen, CBS Interactive Inc (engl.)